# Peel Island (Queensland)
Peel Island (nome aborigeno: Teerk Ro Ra) è un'isola che si trova a sud della baia di Moreton e a est di Brisbane, lungo la costa meridionale del Queensland, in Australia. Appartiene alla Local government area della Città di Redland. Al censimento del 2016, non risultavano residenti nell'isola.
Peel Island è situata a ovest di North Stradbroke Island e ha una superficie di 5,19 km².

## Storia

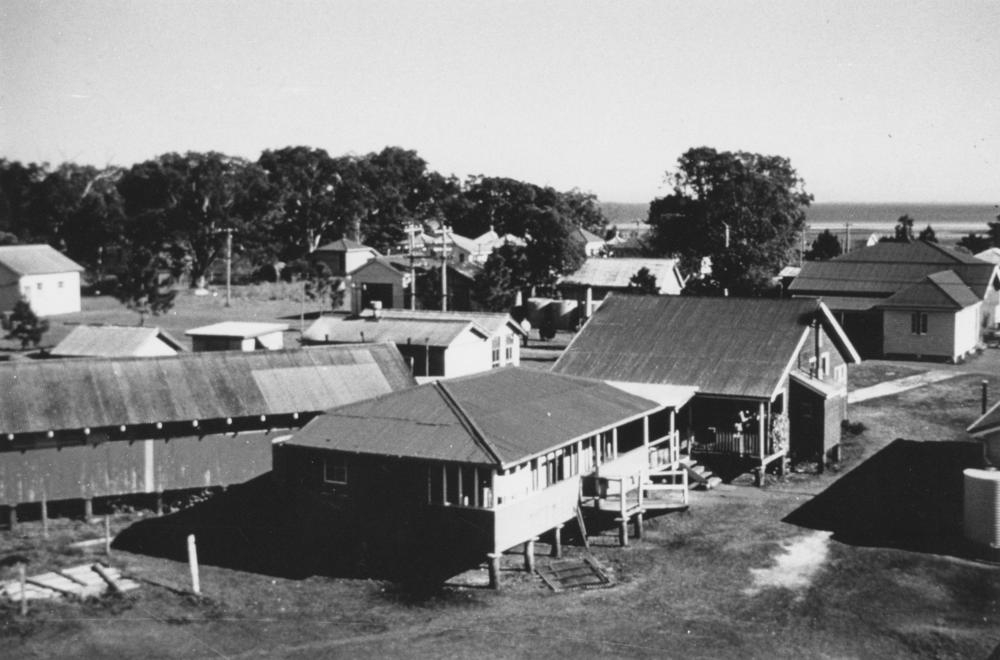
Il lazzaretto di Peel Island (1954)

Peel e le isole dell'area erano tradizionalmente del popolo Quandamooka. Il nome aborigeno dell'isola è Teerk Ro Ra, che in italiano significa "luogo di molte conchiglie".
Il primo europeo ad avvistare l'isola fu Matthew Flinders nel 1799. L'isola fu chiamata "Peel" dai coloni intorno al 1824 in onore dello statista britannico Sir Robert Peel.
Nella seconda metà del XIX secolo, Peel Island fu utilizzata come stazione di quarantena per la colonia di Brisbane. Tra il 1907 e il 1959 l'isola era una colonia di lebbrosi. Dal 2007, l'isola costituisce il Teerk Roo Ra National Park e Conservation Park.